# Lago Dial
Lago Dial är en sjö i Chile.   Den ligger i regionen Región del Maule, i den södra delen av landet, 300 km söder om huvudstaden Santiago de Chile. Lago Dial ligger 1 606 meter över havet. Arean är 6,7 kvadratkilometer. Den sträcker sig 4,4 kilometer i nord-sydlig riktning, och 7,1 kilometer i öst-västlig riktning.
Trakten runt Lago Dial består i huvudsak av gräsmarker. Runt Lago Dial är det mycket glesbefolkat, med 7 invånare per kvadratkilometer.